# Acalolepta florensis
Acalolepta florensis là một loài bọ cánh cứng trong họ Cerambycidae.